# 绿领巾
绿领巾是中国少年先锋队下属组织苗苗儿童团佩戴的标志，形状与三角形的少先队领巾不同，为两片绿色的树叶，并在后部通常使用粘扣带固定而非通过系上佩戴。在上海，绿领巾是小学一、二年级学生佩戴，到了二年级第二学期的六一兒童节，儿童团员都加入少先队，绿领巾就换成了红领巾。部分地区则一直佩戴直至二年级学年的少先队建队日（10月13日）。
绿领巾在中华人民共和国的最早使用是在1980年代的上海。1979年起上海市部分学校开始尝试组织低年级学生附属於少先队的组织小红星儿童团和苗苗儿童团，并使用绿领巾以示区别。自1981年起，部分学校就开始自行建团，到1985年，上海市自行试建单位达100多个。1986年12月4日，上海举行上海市小红星儿童团正式建团仪式。2000年代左右，绿领巾开始向全国推广。2004年共青团中央少工委曾因部分地区以不同颜色领巾区分学生，以违反《中国少年先锋队队章》章程为由调查该行为，但并未正式下发通知取缔。2011年西安一学校将“绿领巾”当成了“激励没戴上红领巾的学生”的手段，被学生们解读为“差生”的身份标志，再次引发争议。
其他国家的先锋运动亦曾存在低年级与高年级组织分开的情况，如低年级佩戴蓝领巾的恩斯特·台尔曼先锋组织、保加利亚的保加利亚人民共和国恰夫达尔战斗队，高年级的少先队则佩戴红领巾。而古巴何塞·马蒂先锋组织低年级佩戴红领巾，高年级佩戴蓝领巾。苏联少先队的低年级组织小十月党人则只佩戴队徽，不佩戴领巾。

## 事件
2011年10月，西安市未央区第一实验小学老师为“调皮与学习成绩差”的学生配备“绿领巾”，此举引发讨论：校方认为此举可以起到激励上进的作用，并称现处于“尝试阶段”；部分家长认为此举对学生自尊有损，使孩子“心理上受到创伤”；官方对此举并不支持。认为此举不仅是对学生的羞辱，而且红领巾的颜色是表示纪念革命烈士，“绿领巾”不利于学生对此含义的理解。该做法最终因陕西省少工委出面制止而宣告终结。